# Luis del Alcázar

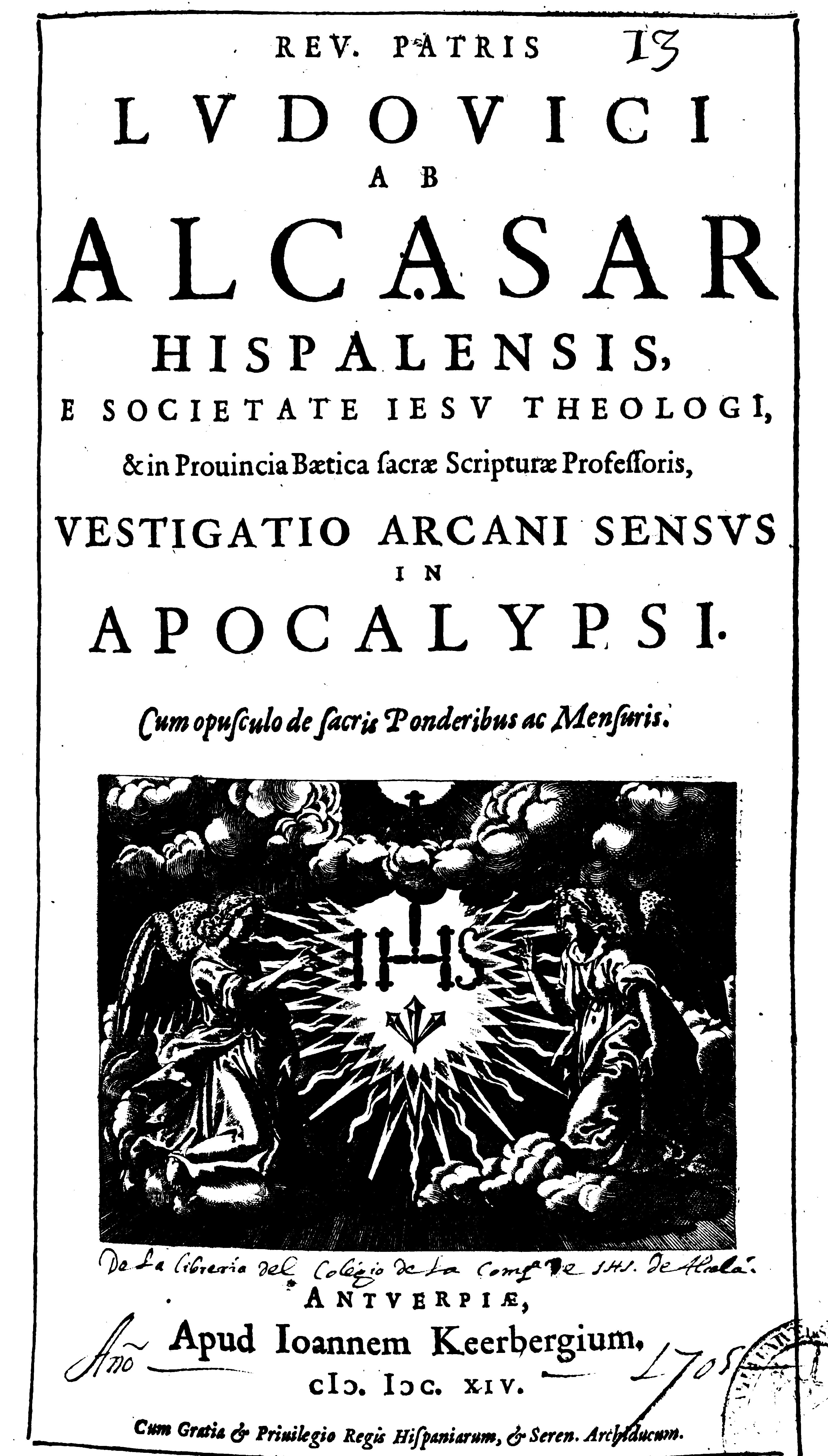
Portada de la Vestigatio de Luis del Alcázar (1614).

Luis del Alcázar (Ludovicus ab Alcasar) (Sevilla, 6 de abril de 1554-Sevilla,14 de julio de 1613) fue un teólogo jesuita español.

## Biografía
Era el hijo mayor de Melchor del Alcázar, jurista y sobrino del poeta Baltasar del Alcázar; nació en Sevilla. Estudió en Sevilla, Córdoba y Salamanca, ingresó en la Compañía de Jesús en 1568 y se hizo sacerdote en 1578. Alcázar fue amigo del jesuita Juan de Pineda (1552-1637) (también alumno de Jerónimo de Prado), y del dominico Agustín Salucio; murió en Roma.

## Obras

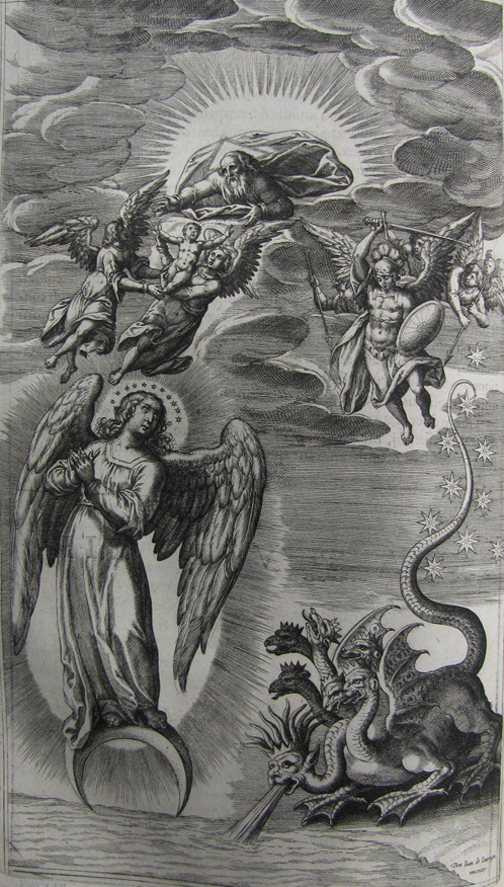
Ilustración de la Vestigatio, que muestra a la Mujer del Apocalipsis.

Es conocido por su Vestigatio arcani sensus en Apocalypsi (1614) publicado después de su muerte, presentando lo que más tarde se llamaría una visión preterista de la profecía bíblica, en un comentario sobre el Apocalipsis; su obra se considera la primera aplicación importante del método de interpretación de la profecía mediante la lectura en términos de las preocupaciones contemporáneas del autor.  Su punto de vista era que todo en el Apocalipsis, aparte de los tres capítulos finales, se refería a eventos que ya habían sucedido cuando Juan de Patmos estaba escribiendo. Atacó a Joaquín de Fiore, en particular, por milenarismo. Las ilustraciones del libro fueron de Juan de Jáuregui y Aguilar, quien realizó una serie de 24 diseños sobre el Apocalipsis.  Sugirió que el Apocalipsisi de Esdras era posterior al Apocalipsis tomó cosas de él.
Otro trabajo fue In eas Veteris Testamenti partes quas respicit Apocalypsis (1631).

## Influencia
El método de Alcázar para el Apocalipsis,  fue retomado al poco tiempo por Hugo Grotius. John Donne lo cita en un sermón. Henry Hammond fue una excepción, entre los protestantes ingleses, al seguir la interpretación de Alcázar. Alcázar, con Johann Heinrich Heidegger, es mencionado en Tristram Shandy como "Lewis de Acasar".
Era amigo de Francisco Pacheco y tuvo influencia en la iconografía de la Inmaculada Concepción: los cuernos de la luna creciente en la codificación de Pacheco apuntaban en dirección opuesta al sol, como argumentaban Alcázar y Galileo.